# Sungai Membakut
Der Membakut (mal. Sungai Membakut) oder Membakut River ist ein Fluss im malaysischen Bundesstaat Sabah auf Borneo. Er entspringt an den nördlichen Hängen des Gunung Tinutudang in der Bergregion der Crocker Ranges im Landesinneren von Sabah und mündet in der Nähe von Membakut in die Kimanis-Bucht. Zusammen mit dem bei Binsulok in die Bucht mündenden Sungai Binsulok bildet er das Flusssystem „Sungai Membakut/Binsulok“.

## Weitere Bilder

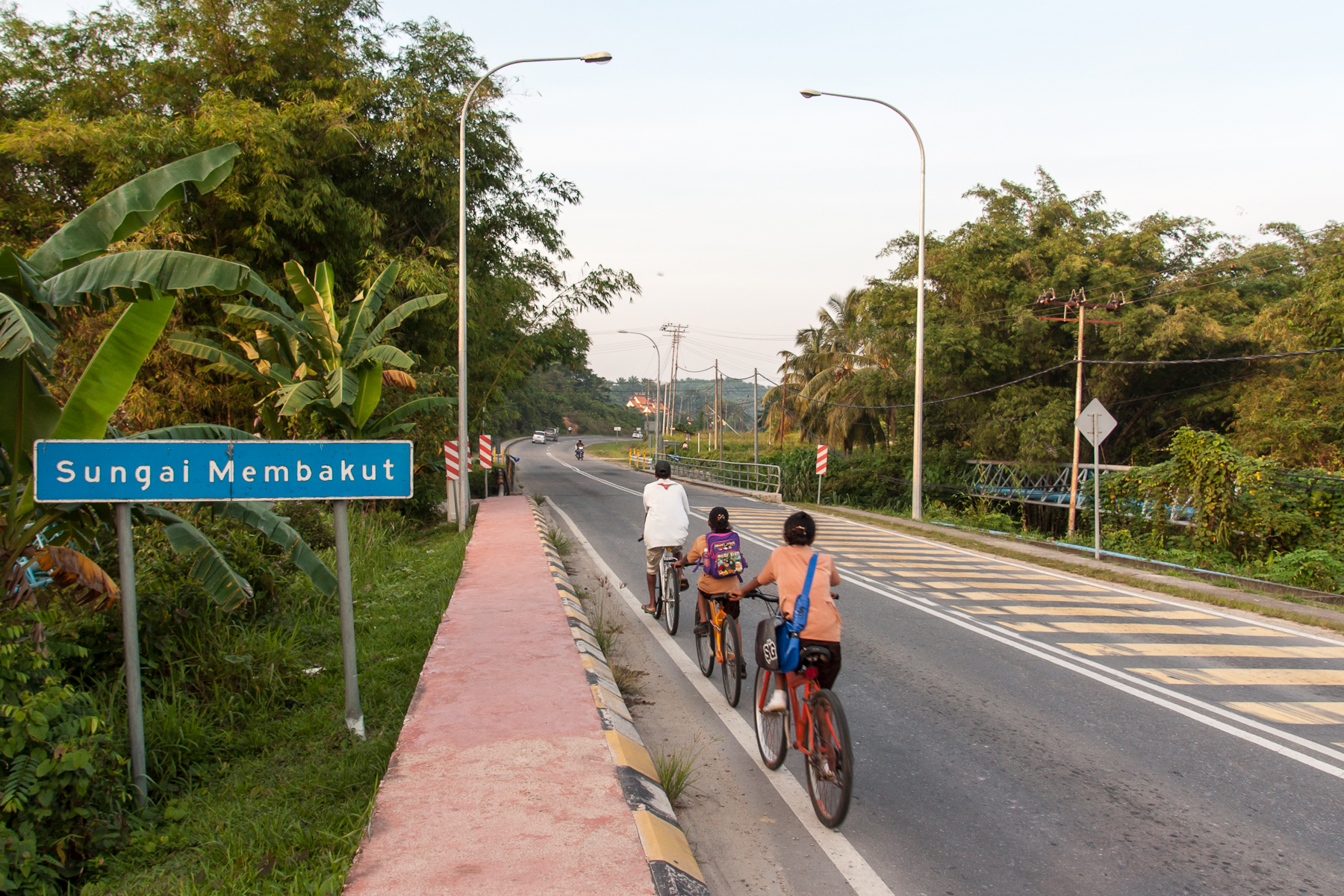
Straßenbrücke A2 über den Sungai Membakut
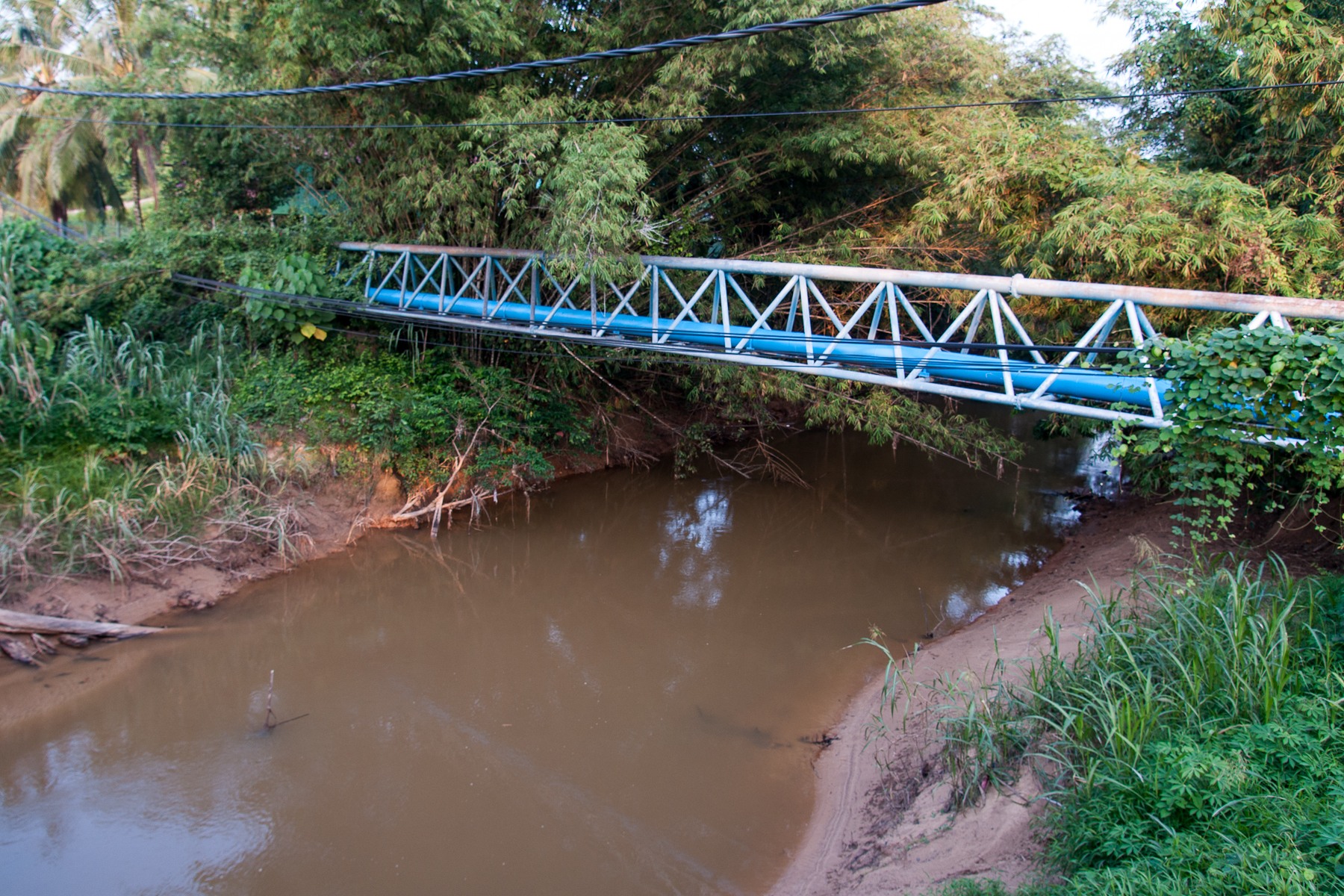
Sungai Membakut in Membakut